# Antonio Ferrara (politico)
Antonio Ferrara (Varese, 28 gennaio 1970) è un politico italiano.

## Biografia
Iscrittosi al Movimento 5 Stelle, in occasione delle elezioni comunali del 2021 si candida come consigliere comunale a sostegno del sindaco uscente di Varese Davide Galimberti. Malgrado la riconferma del primo cittadino, il Movimento non elegge nessun consigliere comunale.
In vista delle elezioni politiche del 2022, si candida per un seggio alla Camera dei deputati in seconda posizione nel listino proporzionale della circoscrizione Lombardia 2, risultando primo dei non eletti, dietro la vicepresidente del M5S Alessandra Todde. L'anno successivo, si candida alle elezioni regionali in Lombardia a sostegno del candidato governatore del centro-sinistra Pierfrancesco Majorino, mancando anche in questo caso l'elezione.
Entra in Parlamento il 10 aprile 2024 subentrando alla Todde, eletta presidente della Regione Sardegna.